# Пеајо (Белуно)
Пеајо (итал. Peaio) је насеље у Италији у округу Белуно, региону Венето.
Према процени из 2011. у насељу је живело 122 становника. Насеље се налази на надморској висини од 892 м.